# Blitz Mob

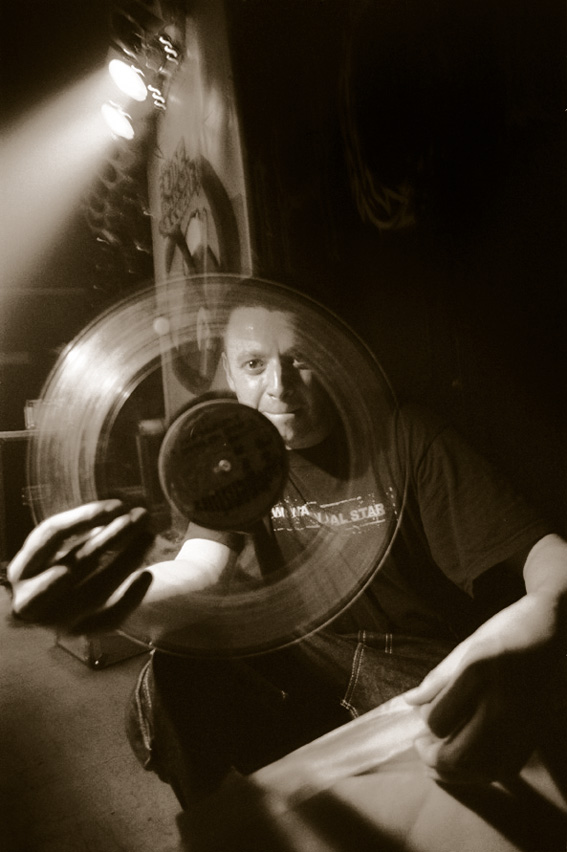
DJ Rick Ski (1999) im Schlachthof Hamburg

Der Blitz Mob war eine internationale Hip-Hop-Kollaboration, welche von den Brüdern Michael (Future Rock) und Detlef Rick (Rick Ski) 1989 in Köln gegründet wurde. Sie gründete sich um die Bands und MCs des ebenfalls von Future Rock und Rick Ski gegründeten Labels Blitz Vinyl. Die folgenden Künstler und Bands waren darin involviert: Äi-Tiem, C.U.S., LSD, Torch, KAOS (USA), STF, First Down (Großbritannien), Storm, Sebastian Greenberg a.k.a. SBG (Frankreich), Fader Gladiator, Future Rock, Boulevard Bou und D2 (D Tex Law und DJ Jenz). Erste Veröffentlichung war die gleichnamige EP, die 1993 sowohl als 12’’-Vinyl als auch als MCD erschien. Auf dieser waren Äi-Tiem, KAOS, LSD, CUS und SBG vertreten. Mit Ohne Warnung veröffentlichten Rick Ski und Future Rock den vermutlich ersten deutschen Disstrack aller Zeiten. Gemeinsam trat man bei den in den 1990ern populären Streetball-Turnieren von Adidas mit ihren Jams auf. Es folgten außerdem Tourneen mit Bands und Künstlern wie Gunshot, Hijack und Tim Dog.
Das einzige veröffentlichte Album Die Organisation, das 1995 auf Blitz Vinyl erschien, umfasst 25 Künstler aus vier Nationen. Es enthält mit dem Titelsong eines der längsten deutschsprachigen Hip-Hop-Lieder mit 18:06 Minuten Länge. Bei dem Album handelte es sich um eine Art Sampler, auf dem die Künstler sich in unterschiedlichen Konstellationen zusammenfanden. 1995 verließ Future Rock Blitz Vinyl, womit quasi auch das Ende der Supergroup eingeleitet wurde. 1996 folgte das finanzielle Aus für das Label. Fader Gladiator und Future Rock betrieben jedoch weiterhin das Tonstudio „Blitzlabor“.
2016 fand sich die Gruppe noch einmal für eine Neuauflage der No Ignorance Jam in Köln unter dem Namen „Blitz Mob All Stars“ zusammen.

## Diskografie
Eigenständige Veröffentlichungen
- 1993: Blitz Mob EP (12’’/MCD, Blitz Vinyl)
- 1995: Die Organisation (2xLP/CD, Blitz Vinyl)

Sampler-Tracks & Gastbeiträge
- 1993: Rap-Asse im Einsatz auf The Cook Monster (Yo Mama’s Recording)
- 1995: Überleben auf Life Is Too Short For Boring Music Volume VII (EFA)
- 2002: Die Organisation und Rap Asse im Einsatz auf Hits & Raritäten 1991 - 2002 von Fader Gladiator (LaCosaMia)